# Route nationale 422
Die Route nationale 422, kurz N 422 oder RN 422, war eine französische Nationalstraße.

## Geschichte
Die Straße verlief in den Jahren 1933 bis 1973 von einer Straßenkreuzung mit der ehemaligen Nationalstraße 4 bei Marlenheim in zwei Abschnitten nach Mülhausen verlief. 1973 übernahm sie vom Straßenverlauf der Nationalstraße 425 den Abschnitt von Goxwiller bis Entzheim. Zusätzlich wurde die Strecke der
Nationalstraße 422A nach Rixheim übernommen. Die beiden alten Abschnitte wurden in beiden Départements zur Départementsstraße 422 deklassiert. 1986 erfolgte eine Verkürzung der N 422 durch die Inbetriebnahme der Autobahn 35 zwischen Innenheim und Goxwiller. 1993 fiel der Abschnitt südlich von Sainte-Croix-en-Plaine der A 35 zum Opfer. 2006 erfolgte bis auf die kurze Verbindung der Teile der A 35 zwischen Entzheim und Innenheim die komplette Herabstufung der N 422.

## Seitenäste

### N 422a
Die Route nationale 422A, kurz N 422A oder RN 422A, war ein Seitenast der Nationalstraße 422 in Baldersheim abzweigend, der westlich von Mülhausen diese mit der Nationalstraße 66 in Rixheim verband. Ihre Länge betrug sechs Kilometer. 1973 wurde sie in die N 422 integriert.